# Linda (álbum de Miguel Bosé)
Linda es el nombre del álbum debut de estudio grabado por el cantautor español Miguel Bosé. Fue lanzado al mercado bajo el sello discográfico CBS Discos en 1977.
Con este álbum, y principalmente con el sencillo que le da nombre al mismo, comienza a darse a conocer como baladista romántico en tierras españolas y, además, ser escuchado en las radiodifusoras de América Latina.

## Antecedentes
Una vez de regresar a España desde su vida en Italia y Nueva York, Estados Unidos; un muy joven Miguel Bosé tomó la decisión de incursionar en la música debutando como cantante profesional en 1975; con la canción Soy bajo el mando y producción de su compatriota Camilo Sesto; sin embargo, no tuvieron una buena promoción y menos una buena recepción del público español; la misma suerte ocurrió con su segundo lanzamiento Es tan fácil.
A inicios del año 1977; lanza su último sencillo grabado, Linda; una balada traducida del italiano con la cual comienza a sonar ampliamente por toda España y comienza a presentarse en programas de radio y televisión. Gracias al éxito de esta canción, la discográfica Columbia España le permite grabar su primer álbum, el cual incluye esta canción y le da el nombre al mismo; promocionándolo bajo el sello de CBS.

## Realización y promoción
El álbum Linda contiene 10 canciones, principalmente baladas románticas; dónde 6 de ellas son temas traducidos del italiano y del inglés (donde el mismo Miguel Bosé participa en su traducción y adaptación al castellano); siendo todas melodías dulces, amables y comerciales; muy características a finales de los 70's.
Del álbum se desprenden 4 sencillos: Linda, Amiga, Mi libertad y Ana; los cuales, el cantante estuvo promocionando por toda España a través de presentaciones en programas de televisión y radio.  Estas canciones también se lanzaron como sencillos en formatos de 45rpm.
Con este álbum Miguel Bosé se convirtió rápidamente en el ídolo de las adolescentes de toda España, la canción Linda se volvió un éxito rotundo, marcando el estilo de sus primeros años; otro factor el cual apoyo su aceptación por el público juvenil era su sensual baile siendo descrito como un sex-symbol entre las adolescentes.
Debido al éxito obtenido a finales del mismo año, y gracias a que Miguel Bosé dominaba el idioma, la compañía discográfica decide lanzar este mismo álbum en el mercado italiano y una gira por este país.

## Lista de canciones
| Linda |                                                               |                                    |          |  |
| N.º   | Título                                                        | Escritor(es)                       | Duración |  |
| 1.    | «Linda»                                                       | Facchinetti, Negrini, L.G. Escolar | 3:42     |  |
| 2.    | «Mi libertad (Mia libertad)»                                  | Baglioni, Coggio, Miguel Bosé      | 3:50     |  |
| 3.    | «Eres todo para mí (You to me are everything)»                | Gold, Denne, Toro                  | 3:24     |  |
| 4.    | «Pequeño amor (E lo sai)»                                     | Giacobbe, Malvica, Miguel Bosé     | 3:56     |  |
| 5.    | «Luna Park»                                                   | Vaona, Miguel Bosé                 | 5:02     |  |
| 6.    | «Nunca volveré a enamorarme (Never gonna fall in love again)» | Eric Carmen                        | 4:00     |  |
| 7.    | «Amiga»                                                       | L. Gómez-Escolar                   | 5:08     |  |
| 8.    | «Nada de nada»                                                | Sobredo                            | 3:49     |  |
| 9.    | «Que viva el gran amor (Evviva il grande amore)»              | Mogoi, Rizzi, Miguel Bosé          | 3:40     |  |
| 10.   | «Ana (Vuelve) (Mondo)»                                        | López, Vistarini, Miguel Bosé      | 4:13     |  |
| 41:30 |                                                               |                                    |          |  |

## Créditos
- Orquestación y dirección de orquesta: Danilo Vaona
- Dirección artística: Danilo Vaona y José Luis Gil